# 戴利山
73°42′S 164°45′E / 73.700°S 164.750°E
戴利山（英語：Daley Hills）是南極洲的山峰，位於維多利亞地的博克格雷溫克海岸，處於飛行員冰川西面，根據美國地質調查局測量和該國海軍的空中照片繪入地圖。